# Partido Esperança da Pátria
Die Partido Esperança da Pátria PEP (deutsch Partei Hoffnung des Vaterlands) ist eine politische Partei in Osttimor. Sie wurde am 3. Februar 2017 vom Tribunal de Recurso de Timor-Leste anerkannt. Die Partei sieht sich als Vertretung der jungen Generation des Landes. Die großen Parteien des Landes werden weitgehend von der Generation der Widerstandskämpfer gegen die indonesische Besatzung (1975–1999) dominiert.
Präsident ist Manuel Higino Gusmão, der jüngere Bruder von Xanana Gusmão. Generalsekretär ist Antóninho Hamar Batista Alves, der Direktor und Präsident des Archivs & Museums des timoresischen Widerstands (AMRT). Die Jugendorganisation heißt Organizasaun Juventude Nasional Partido Esperanca da Patria (OJNPEP).
Die PEP trat erstmals bei den Parlamentswahlen in Osttimor 2017 an. Bei den vorhergegangenen Präsidentschaftswahlen 2017 hatte die PEP den späteren Wahlsieger Francisco Lú-Olo Guterres, den Kandidaten der FRETILIN unterstützt. Bei den Parlamentswahlen 2017 erhielt die PEP 6.775 Stimmen (1,19 %) und scheiterte damit an der Vier-Prozent-Hürde. Ebenso bei den vorgezogenen Neuwahlen 2018 mit 5.060 Stimmen (0,8 %).